# La Paz (tỉnh Honduras)
La Paz là một trong 18 tỉnh của Honduras, giáp biên giới với các tỉnh Morazán và La Unión của El Salvador.
Tỉnh lỵ là thành phố La Paz. Tỉnh này có diện tích 2.331 km² dân số năm 2005 ước khoảng 173.731 người.

## Các đô thị
1. Aguaqueterique
2. Cabañas
3. Cane
4. Chinacla
5. Guajiquiro
6. La Paz
7. Lauterique
8. Marcala
9. Mercedes de Oriente
10. Opatoro
11. San Antonio del Norte
12. San José
13. San Juan
14. San Pedro de Tutule
15. Santa Ana
16. Santa Elena
17. Santa María
18. Santiago de Puringla
19. Yarula